# Büyükpolatlı, Sungurlu
Büyükpolatlı là một xã thuộc huyện Sungurlu, tỉnh Çorum, Thổ Nhĩ Kỳ. Dân số thời điểm năm 2010 là 211 người.